# Плесумс Петро Петрович
Петро Петрович Плесумс (Плесум) (латис. Pēteris Plēsums, 7 вересня 1895, Рітеська волость Якобштадтського (Єкабпільського) повіту Курляндської губернії, тепер Вієсітського краю, Латвія — 12 грудня 1968, місто Рига, тепер Латвія) — латиський радянський діяч, секретар ЦК КП(б) Латвії, заступник голови Президії Верховної ради Латвійської РСР, голова Партійної комісії при ЦК КП Латвії. Депутат Верховної ради Латвійської РСР. Депутат Верховної ради СРСР 1—3-го скликань (1941—1954).

## Життєпис
Народився в бідній родині слуг. З восьми років пас худобу, а з шістнадцятирічного віку наймитував.
У роки Першої світової війни з 1915 до 1917 року служив у російській імператорській армії на Південно-Західному фронті.
Член РСДРП(б) з вересня 1917 року.
З листопада 1917 до грудня 1920 року — в Червоній армії. Член загону червоних латиських стрільців, що охороняли Смольний в Петрограді, а потім Московський Кремль. З осені 1918 року воював на фронтах громадянської війни в Росії, брав участь у розгромі військ генерала Денікіна під Орлом.
У 1921—1926 роках — на партійній роботі в Башкирській АРСР.
З 1926 до 1931 року навчався в Комуністичному університету національних меншин Заходу в Москві. 
З 1931 року — на підпільній комуністичній роботі в Латвії. У 1932 році заарештований і засуджений, вийшов з в'язниці у червні 1940 року.
У червні — серпні 1940 року — секретар Леяскурземського обласного комітету КП(б) Латвії.
У серпні 1940 — березні 1947 року — заступник голови Президії Верховної ради Латвійської РСР.
1 березня 1941 — 1943 року — секретар ЦК КП(б) Латвії із транспорту.
Під час німецько-радянської війни, з 1941 року — уповноважений ЦК КП(б) Латвії по роботі серед евакуйованих громадян Латвійської РСР у Кіровській області РРФСР.
У 1942—1944 роках — редактор латвійської республіканської газети «Cīņa» («Боротьба»).
У березні 1947 — 1953 року — секретар Партійної колегії Партійної комісії при ЦК КП(б) Латвії.
У 1953—1960 роках — голова Партійної комісії при ЦК КП Латвії.
Помер 12 грудня 1968 року після важкої хвороби в Ризі.

## Нагороди
- орден Червоного Прапора
- орден Трудового Червоного Прапора
- орден «Знак Пошани»
- медалі